# El Molar (Madrid)
El Molar er en by og kommune i det centrale Spanien i Madrid-regionen. Den har et indbyggertal på 10.052 (2024) indbyggere.